# Giuseppe Cipriani
Giuseppe Cipriani II  (Venecia, 9 de junio de 1966) es un empresario y piloto de automovilismo italiano.
Nació en Venecia, donde vivió hasta los 17 años. Hijo del abogado y profesor Arigo Cipriani, tiene tres hermanos: Carmela, Giovanna y Giuseppe Cipriani II. Vivió en Londres y desde 1984 reside en Nueva York. Es nieto del cofundador del mítico Harry's Bar en Venecia.
Como empresario se ha destacado como restaurador y hotelero. Como piloto ha participado en la Auto GP y la World Series Fórmula V8 3.5 y fundó el Ibiza Racing Team.
En 2008 compró una casa en Maldonado, Uruguay, donde vive parte del año.
En diciembre de 2011 inauguró el resort, spa y casino Cipriani en Punta del Este. Por otra parte, Cipriani llevó personalmente las negociaciones de compra del icónico Hotel San Rafael de Punta del Este.